# 木田宏
木田 宏（きだ ひろし、1922年（大正11年）2月22日 - 2005年（平成17年）6月27日）は、日本の官僚。元文部事務次官。教育評論家。出生・出身は広島県とするものと和歌山県とするものがある。

## 来歴
広島県立福山誠之館中学校、旧制広島高等学校、京都帝国大学法学部卒業後、文部省入省。社会教育局長、大学学術局長、学術国際局長を経て、1976年（昭和51年）文部事務次官に就任。
1978年（昭和53年）に退官後は、国立教育研究所長、日本学術振興会理事長、獨協学園理事長、新国立劇場運営財団理事長を歴任した。

## 略歴
- 1943年（昭和18年） 高等試験行政科合格
- 1944年（昭和19年） 京都帝国大学法学部卒業[1]
- 1946年（昭和21年） 文部省入省[1]
- 1954年（昭和29年）3月27日 文部省社会教育局視聴覚教育課長
- 1955年（昭和30年）9月6日 文部省初等中等教育局地方課長[1]
- 1960年（昭和35年）1月22日 文部省大臣官房総務課長[1]
- 1964年（昭和39年）7月1日 日本ユネスコ国内委員会事務局次長
- 1965年（昭和40年）7月31日 文部省大学学術局審議官
- 1966年（昭和41年）7月1日 文部省社会教育局長
- 1969年（昭和44年）1月24日 文部省体育局長
- 1971年（昭和46年）6月22日 文部省大学学術局長
- 1974年（昭和49年）6月18日 文部省学術国際局長
- 1976年（昭和51年）6月1日 文部事務次官[1]
- 1978年（昭和53年）6月20日 退官[1]
- 1978年（昭和53年）7月15日 国立教育研究所長[1]
- 1985年（昭和60年）3月31日 同退任[1]
- 1985年（昭和60年）4月16日 日本学術振興会理事長[1]
- 1985年（昭和60年）12月21日 同再任
- 1987年（昭和62年）9月20日 同依願退任[1]
- 2000年（平成12年）4月1日 文化経済学会＜日本＞会長[2]
- 2005年（平成17年）6月27日 死亡[1]

## 家族・親族
妻は元文部事務次官・日高第四郎の娘。義父・第四郎は日高秩父・リキ夫妻の四男。義祖父・秩父は書家で、義祖母・リキは蘭学者・箕作阮甫の孫娘にあたる。そのため木田は妻の実家・日高家及び義祖母の実家・呉家を通じて学者の家系として著名な箕作家に連なることになった。